# Спектакли Большого драматического театра
Спектакли, поставленные в Большом драматическом театре — ныне Российском государственном академическом Большом драматическом театре имени Г. А. Товстоногова, представлены в хронологическом порядке.

## 1919—1922
- 1919 — «Дон Карлос» Ф. Шиллера. Режиссёр А. Н. Лаврентьев; художник В. А. Щуко; композитор Б. В. Асафьев. Роли исполняли: Филипп II — Н. Ф. Монахов, Елизавета — Колосова, Н. И. Комаровская, дон Карлос — В. В. Максимов, маркиз Поза — Ю. М. Юрьев, принцесса Эболи — Аленева-Весновская, герцог Альба — Шадурский, Доминго — Софронов, Великий инквизитор — Музалевский. Премьера состоялась 15 февраля
- 1919 — «Макбет» У. Шекспира. Режиссёр Ю. М. Юрьев; художник М. В. Добужинский; композитор И. Вышнеградский. В роли Макбета — Ю. Юрьев. Премьера состоялась 25 февраля
- 1919 — «Много шуму из ничего» У. Шекспира. Режиссёр Н. Н. Арбатов; художник А. А. Радаков; композитор Ю. А. Шапорин. В роли Клавдио — В. В. Максимов. Премьера состоялась 15 марта
- 1919 — «Разрушитель Иерусалима» A. Иернефельда. Режиссёр А. Н. Лаврентьев; художник В. А. Щуко; композитор Б. В. Асафьев. Премьера состоялась 22 апреля
- 1919 — «Дантон» М. Лёвберг. Режиссёр K. K. Тверской; художник М. В. Добужинский; композитор Ю. А. Шапорин. Премьера состоялась 22 июня
- 1919 — «Разбойники» Ф. Шиллера. Режиссёр Б. М. Сушкевич; художник М. В. Добужинский; композитор Ю. А. Шапорин. В роли Карла Моора — В. В. Максимов. Премьера состоялась 12 сентября
- 1919 — «Рваный плащ» С. Бенелли. Режиссёр Р. В. Болеславский; художник O. K. Аллегри; композитор М. А. Кузмин. Премьера состоялась 20 сентября
- 1920 — «Отелло» У. Шекспира. Режиссёр А. Н. Лаврентьев; художник В. А. Щуко; композитор Б. В. Асафьев. В роли Отелло — Ю. М. Юрьев. Премьера состоялась 22 января
- 1920 — «Царевич Алексей» Д. Мережковского. Постановка А. Н. Бенуа и А. Н. Лаврентьева; художник А. Н. Бенуа. Роли исполняли: Пётр — Музалевский, Алексей — Н. Ф. Монахов, Екатерина — Иванова, Толстой — В. Я. Софронов, Мария — Иванова, Марфа — Каратыгина, Долгорукий — Шадурский, Кукин — Голубинский, Блюментрост — Г. Мичурин, Ефросинья — Н. Ф. Лежен. Премьера состоялась 25 марта
- 1920 — «Король Лир» У. Шекспира. Режиссёр А. Н. Лаврентьев; художник М. В. Добужинский; композитор Ю. А. Шапорин. В роли Лира — Ю. М. Юрьев. Премьера состоялась 21 октября
- 1920 — «Венецианский купец» У. Шекспира. Постановка и оформление А. Н. Бенуа; композитор Б. В. Асафьев. Роли исполняли: дож Венеции — Голубинский, принц Мароккский — Музалевский, принц Аррагонский — Мичурин, Антонио — Морозов и К. П. Хохлов, Бассанио — В. В. Максимов, Шейлок — Н. Ф. Монахов, Тубал — Шадурский, Ланчеллот — В. Я. Софронов. Премьера состоялась 27 ноября
- 1921 — «Синяя птица» М. Метерлинка. Режиссёр Н. В. Петров; художник B. Егоров; композитор И. А. Сац. Премьера состоялась 8 января
- 1921 — «Слуга двух господ» К. Гольдони. Постановка и оформление А. Н. Бенуа; музыка из произведений Д. Скарлатти и Ж.-Ф. Рамо в инструментовке Б. В. Асафьева; балетмейстер — В. Ф. Лопухов. Роли исполняли: Панталоне — Шадурский, Клариче — Вольф-Израэль, доктор Ломбарди — В. Я. Софронов, Сильвио — Мичурин, Беатриче — Н. И. Комаровская, Труффальдино — Н. Ф. Монахов. Премьера состоялась 28 марта. Спектакль шёл на протяжении многих лет и выдержал более 1000 представлений[2].
- 1921 — «Двенадцатая ночь» У. Шекспира. Постановка Н. В. Петрова; художник В. А. Щуко; композитор М. А. Кузмин. Роли исполняли: Орсино — Болконский, Коханский, Себастиан — Коханский, Потоцкий, сэр Тоби Бельч — Музалевский, сэр Андрей Эгчик — Г. М. Мичурин, Мальволио — Н. Ф. Монахов, шут Оливии — В. Я. Софронов. Премьера состоялась 20 мая.
- 1921 — «Рюи Блаз» В. Гюго. Режиссёр Н. В. Петров; художник В. А. Щуко. В роли Рюи Блаза — В. В. Максимов. Премьера состоялась 15 октября
- 1921 — «Лекарь поневоле» и «Смехотворные прелестницы» Ж. Б. Мольера. Постановка и оформление А. Н. Бенуа. Премьера состоялась 26 ноября
- 1922 — «Земля» В. Брюсова. Постановка Н. В. Петрова; художник В. А. Щуко; композитор М. А. Кузмин. Премьера — 27 января
- 1922 — «Юлий Цезарь» У. Шекспира. Постановка К. П. Хохлова; художники А. Н. Бенуа и Н. А. Бенуа; композитор Б. В. Асафьев. Роли исполняли: Юлий Цезарь — Н. Ф. Монахов, Октавий — Б. Н. Потоцкий, Марк Антоний — К. П. Хохлов и В. В. Максимов, Публий — Н. С. Рыболовлев, Попилий — И. А. Орехов, Брут — Г. В. Музалевский и Д. М. Голубинский, Кассий — Г. М. Мичурин, Каска — В. Я. Софронов, Сапожник и 1-й солдат — Ю. С. Лавров. Премьера состоялась 20 апреля
- 1922 — «Мезальянс» Б. Шоу. Постановка Н. И. Комаровской. Премьера — 25 мая
- 1922 — «У жизни в лапах» К. Гамсун. Постановка К. П. Хохлова. Премьера — 27 мая
- 1922 — «Мистер By» К. Вернона и Г. Оуэна. Постановка В. Я. Софронова. Премьера — 28 мая.
- 1922 — «Газ» Г. Кайзера. Постановка К. П. Хохлова; художник Ю. П. Анненков; композитор А. А. Лекем. Премьера состоялась 5 ноября

## 1923—1928 (Лаврентьев)
- 1923 — «Ужин шуток» С. Бенелли. Постановка К. П. Хохлова; художник В. В. Лебедев; композитор Ю. А. Шапорин. Премьера состоялась 15 февраля
- 1923 — «Грелка» А. Мельяка и Л. Галеви. Постановка и оформление А. Н. Бенуа. Роли исполняли: Патюрель — Н. Ф. Монахов, Ла Мюзардьер — Г. М. Мичурин, Камюзо — Богадановский, Модест — В. Я. Софронов, Мартино — Свирин, Корнильон — Дмоховский, Огюст — В. Н. Чайников, Мариэтт — Н. Ф. Лежен. Премьера состоялась 26 февраля
- 1923 — «Близнецы»  Плавта. Постановка К. П. Хохлова; художник В. М. Ходасевич; композитор М. А. Кузмин. Премьера состоялась 29 сентября
- 1923 — «Северные богатыри» Г. Ибсена. Постановка А. Н. Лаврентьева; художник А. Н. Бенуа; композитор Ю. А. Шапорин. Премьера — 3 ноября
- 1923 — «Обращение капитана Брасбаунда» Б. Шоу. Постановка В. Н. Соловьева; художник В. М. Ходасевич; композитор Ю. А. Шапорин. Премьера состоялась 20 декабря
- 1924 — «Бунт машин» А. Н. Толстого. Постановка К. П. Хохлова; художник Ю. П. Анненков; композитор А. А. Кенель. Премьера — 14 апреля
- 1924 — «Корона и плащ» Н. Никитина. Постановка П. К. Вейсбрёма; художник В. В. Дмитриев; композитор Ю. А. Шапорин. Премьера состоялась 17 октября
- 1924 — «Девственный лес» Э. Толлера. Постановка К. Хохлова, художник Н. П. Акимов; композитор Н. М. Стрельников. Премьера состоялась 16 ноября
- 1924 — «Анна Кристи» Ю. О’Нила. Постановка А. Н. Лаврентьева; художники И. Е. Окороков и А. И. Коннов. Роли исполняли: Капитан Кристи — Н. Ф. Монахов, Анна Кристи — Н. И. Комаровская, Мэт Берк — А. И. Лариков и Г. М. Мичурин, Марта Оуэн — Н. Ф. Лежен, Ларри — Дмоховский. Премьера состоялась 19 декабря
- 1924 — «Учитель Бубус» А. Файко. Постановка К. П. Хохлова; художник Н. П. Акимов. Премьера — 23 января
- 1925 — «Заговор императрицы» А. Н. Толстого и П. Щёголева. Постановка А. Н. Лаврентьева; художник В. А. Щуко; композиторы Ю. А. Шапорин и Н. М. Стрельников. В роли Вырубовой — Н. Ф. Лежен (по свидетельству Н. Ф. Лежен, она играла в подлинном платье Вырубовой[3]). Премьера состоялась 12 марта
- 1925 — «Мятеж» по пьесе Б. Лавренёва «Дым». Постановка А. Н. Лаврентьева; художник В. А. Щуко; композитор Ю. А. Шапорин. Премьера — 17 октября
- 1925 — «Гибель пяти» А. Пиотровского. Постановка П. К. Вейсбрёма; художник М. З. Левин; композитор В. М. Дешевов. Премьера состоялась 18 ноября
- 1925 — «Продавцы славы» М. Паньоля, П. Нивуа. Постановка А. Н. Лаврентьева; художник Н. П. Акимов; композитор Н. М. Стрельников. Роли исполняли: Башлэ — Азаров, Ррандель — Рудин, Берлюро — Ю. М. Свирин, Ришбон — Л. А. Кровицкий, Иванов, граф Льевиль — Карповский, майор Бланкар — А. Ф. Мазаев, Неизвестный — В. Я. Софронов, Премьера состоялась 11 декабря
- 1926 — «Азеф» A. Н. Толстого, П. Щёголева. Постановка А. Н. Лаврентьева; художник В. А. Щуко, В. В. Дмитриев, И. К. Окороков; композитор Ю. А. Шапорин. Роли исполняли: Азеф — Н. Ф. Монахов, Девяткин — В. Я. Софронов, Петренко — Г. М. Мичурин, Медников — А. И. Лариков, Зубатов — В. С. Чернявский, Обыватель — Л. А. Кровицкий, Гершуни — Ю. Н. Решимов, Дулебов — К. Н. Булатов, Гоц — Н. И. Чернов, Чернов — А. А. Богдановский, Каляев — О. Л. Кохановский, Плеве — А. Н. Лаврентьев. Премьера состоялась 3 апреля
- 1926 — «Женитьба Фигаро» П. Бомарше. Постановка и оформление А. Н. Бенуа; композитор Ю. А. Шапорин. Премьера — 2 октября
- 1926 — «Мировой фильм» В. Зака. Постановка И. М. Кроля; художник В. В. Дмитриев; композитор Ю. А. Шапорин. Премьера — 19 октября
- 1926 — «Настанет время» Р. Роллана. Постановка П. К. Вейсбрема; художник В. А. Щуко; композитор Н. М. Стрельников. Премьера — 23 октября
- 1926 — «Блоха» Е. Замятина. Постановка Н. Ф. Монахова; художник Б. М. Кустодиев; композитор Ю. А. Шапорин. Премьера состоялась 7 ноября
- 1927 — «Пурга» Д. Щеглова. Постановка Б. М. Дмоховского; художник P. P. Френц. Роли исполняли: Оллен Стивенс — Яковлева, Генри Вудхауз — Б. М. Дмоховский, Владимир — Н. Ф. Монахов, Петровых — В. Я. Софронов, Джерге — Чайников. Премьера состоялась 18 февраля
- 1927 — «Сэр Джон Фальстаф» У. Шекспира. Постановка П. К. Вейсбрёма и И. М. Кроля; художник Н. П. Акимов; композитор Ю. А. Шапорин. В роли Фальстафа — А. Н. Ларвентьев. Премьера состоялась 30 марта
- 1927 — «Разлом» Б. Лавренёва. Постановка К. К. Тверского; художник М. З. Левин; композитор В. М. Дешевов. Роли исполняли: Годун — Н. Ф. Монахов, Берсенев — А. Н. Лаврентьев, Софья Петровна — А. Н. Николаева, Татьяна — М. А. Бернер, Ксения — О. Б. Казико, Штубе — Г. М. Мичурин, Ярцев — А. О. Итин, Полевой — О. Л. Кохановский, Швач — А. И. Лариков, Еремеев — Н. И. Кузнецов. Премьера состоялась 7 ноября
- 1927 — «Десять октябрей» В. Толмачева. Постановка режиссёрской коллегии: А. Н. Лаврентьева, Б. П. Башинского, Б. М. Дмоховского, Б. В. Зонна, Н. И. Муратова, К. К. Тверского, вещественное оформление по макету и эскизам М. З. Левина, работы художников И. Е. Окорокова, А. И. Коннова, и машиниста Б. П. Старостина. Музыкальная часть под руководством Ю. А. Шапорина. Свет Н. П. Бойцова, костюмы Е. А. Кравченко, грим С. М. Маковецкого. Премьера состоялась 16 ноября
- 1928 — «Любовь Яровая» К. Тренёва. Постановка Б. М. Дмоховского; художник М. З. Левин; композитор В. М. Дешевов. Премьера состоялась 8 января
- 1928 — «Рост» A. Глебова. Постановка К. К. Тверского; художник В. А. Щуко; композитор В. М. Дешевов. Премьера состоялась 10 января
- 1928 — «Джума Машид» Г. Венецианова. Постановка А. Л. Грипича; художник М. З. Левин; композитор Н. М. Стрельников. Премьера состоялась 3 марта.
- 1928 — «Луна слева» B. Билль-Белоцерковского. Постановка А. Л. Грипича; художник П. П. Снопков; композитор Ю. А. Шапорин. Премьера состоялась 18 мая
- 1928 — «Человек с портфелем» А. Файко. Постановка К. К. Тверского; художник М. З. Левин; композитор Ю. А. Шапорин. В роли Андросова — А. Лаврентьев. Премьера состоялась 3 ноября

## 1929—1935 (Тверской)
- 1929 — «Жена» К. Тренёва. Постановка К. П. Хохлова; художник Н. П. Акимов. Премьера состоялась 12 января
- 1929 — «Враги» Б. Лавренёва. Постановка А. Н. Лаврентьева; художник Н. П. Акимов; композитор Ю. А. Шапорин. Премьера состоялась 30 марта
- 1929 — «Город ветров» В. Киршона. Постановка К. К. Тверского; художник М. З. Левин; композитор Ю. А. Шапорин. Премьера состоялась 25 мая
- 1929 — «Инга» А. Глебова. Постановка Б. М. Дмоховского; художник П. П. Снопков; композитор В. М. Дешевов. Премьера состоялась 26 октября
- 1929 — «Заговор чувств» Ю. Олеши. Постановка К. К. Тверского; художник В. Ф. Рындин; композитор А. К. Буцкой. Премьера состоялась 28 декабря
- 1930 — «Пипы суринамские» Ф. Брейтигама, П. Кожевникова, Н. Лебедева. Постановка С. А. Морщихина; художники И. С. Белицкий, С. И. Гушнер, Н. П. Садовников; композитор М. Юдин. Премьера состоялась 12 января
- 1930 — «Святой» Н. Никитина. Постановка П. К. Вейсбрёма; художники Т. Г. Бруни и Г. Н. Коршиков; композитор Ю. А. Шапорин. Премьера состоялась 24 марта
- 1930 — «Авангард» В. Катаева. Постановка А. Н. Лаврентьева; художник М. З. Левин; композитор В. М. Дешевов. Премьера состоялась 4 апреля
- 1930 — «Три толстяка» Ю. Олеши. Постановка К. К. Тверского; художник М. З. Левин; композитор А. К. Буцкой. Премьера состоялась 6 июня
- 1930 — «На западе без перемен» М. Загорского. Постановка В. В. Люце; художник М. З. Левин; композитор Ю. А. Шапорин. Премьера состоялась 25 июня
- 1930 — «Утопия» Л. и П. Тур, А. Штейна, Я. Горева. Постановка С. А. Морщихина; художник П. П. Снопков; композитор Ю. А. Шапорин. Премьера состоялась 1 октября
- 1930 — «Хлеб» В. Киршона. Постановка и оформление В. В. Люце; композитор М. И. Чулаки. Премьера состоялась 6 ноября
- 1931 — «Линия огня» Н. Никитина. Постановка К. К. Тверского; художник М. З. Левин; композитор А. К. Буцкой. Премьера состоялась 26 марта
- 1931 — «Дело чести» И. Микитенко. Постановка С. А. Морщихина; художник И. Н. Вускович; композитор В. М. Дешевов. Премьера состоялась 1 ноября
- 1931 — «Патетическая соната» Н. Кулиша. Постановка К. К. Тверского; художник В. В. Дмитриев; композитор А. К. Буцкой. Роли исполняли: Илько Юга — В. Софронов, Зинка — О. Казико, Гамарь — Лариков, Анна — Никитина, Лука — К. Скоробогатов, Ступай-Ступаненко — А. Лаврентьев, Перович — С. С. Карнович-Валуа, Марина — Никритина, Судьба — В. Полицеймако. Премьера состоялась 16 декабря
- 1932 — «Завтра» В. Равича. Постановка и оформление В. В. Люце; композитор X. Кушнарев. Премьера состоялась 31 марта
- 1932 — «Джой-стрит» («Улица радости») Н. Зархи. Постановка С. А. Морщихина; художник М. З. Левин; хомпозитор В. М. Дешевов. Премьера состоялась 25 июня
- 1932 — «Егор Булычев и другие» М. Горького. Постановка К. К. Тверского и В. В. Люце; художник М. З. Левин; композитор А. К. Буцкой. Роли исполняли: Егор Булысов — Н. Монахов и К. Скоробогатов, Ксения — Никитина, Варвра — Никритина, Александра — Ефимова, Меланья — Дефорж, Звонцов — Свирин, Достигаев — К. Скоробогатов, В. Полицеймако. Премьера состоялась 25 сентября
- 1932 — «Мой друг» Н. Погодина. Постановка К. Тверского; художник М. З. Левин; композитор А. К. Буцкой. Премьера состоялась 15 ноября
- 1933 — «Доходное место» А. Островского. Постановка В. В. Люце; художник Л. Т. Чупятов; композитор В. М. Дешевов. Премьера состоялась 12 февраля
- 1933 — «Достигаев и другие» М. Горького. Постановка В. Люце. Премьера состоялась 6 ноября (первая постановка пьесы)
- 1933 — «Укрощение мистера Робинзона» В. Каверина. Постановка С. А. Морщихина и К. К. Тверского; художник Н. П. Акимов; композитор А. К. Буцкой. Роли исполняли: Томас Робинзон — А. Лаврентьев и А. Лариков, миссис Робинзон — Гринкова, Манухова, Гурий Иваныч — К. Скоробогатов, Джумагалий — В. Полицеймако, Хэмпти-Демпти — С. Карнович-Валуа. Премьера состоялась 11 декабря
- 1934 — «Интервенция» Л. Славина. Постановка В. Люце; режиссёр Ю. Свирин; художник Л. Чупятов; композитор В. М. Дешевов; балетмейстер — А. Бочаров. Роли исполняли: Бродский — В. Полицеймако, Жанна Барбье — А. Я. Ефимова, Бонадренко — А. И. Лариков, Санька — Д. М. Вольперт, мадам Ксидиас — О. Г. Казико, Женя Ксидиас — М. В. Иванов, полковник Фредамбе — А. Ф. Мазаев, Селестен — А. Н. Лаврентьев, Филька-анархист — Л. А. Кровицкий, Имерцаки — С. С. Карнович-Валуа. Премьера состоялась 12 марта
- 1934 — «После бала» Н. Погодина. Постановка С. А. Морщихина; художник М. З. Левин; композитор М. И. Чулаки. Премьера состоялась 12 октября
- 1934 — «Личная жизнь» В. Соловьева. Постановка и оформление В. В. Люце; композитор В. М. Дешевов. Премьера состоялась 29 ноября
- 1935 — «Город ветров» B. Киршона (2-я редакция). Постановка В. Ф. Фёдорова; художник П. И. Соколов. Премьера состоялась 15 февраля
- 1935 — «Ричард III» У. Шекспира. Постановка К. Тверского. Роли исполняли: Ричард — Н. Монахов, лорд Бекингем — К. Скоробогатов, лорд Стенни — Усков, лорд Гастингс — Богдановский

## 1935—1940
- 1935 — «Аристократы» Н. Погодина. Постановка В. В. Люце; художник Л. Т. Чупятов; композитор В. В. Волошинов. Премьера состоялась 30 мая
- 1935 — «Не сдадимся» C. Семёнова. Постановка В. Ф. Фёдорова; художник В. Ф. Рындин; композитор В. В. Волошинов. Премьера состоялась 17 октября
- 1935 — «Бесприданница» A. Островского. Постановка С. А. Морщихина; художник А. Н. Самохвалов; композитор М. И. Чулаки. Премьера состоялась 8 декабря
- 1936 — «Скупой рыцарь», «Каменный гость» А. Пушкина. Постановщик В. В. Люце; художник Н. Ф. Лапшин; композитор В. М. Дешевов; художественный руководитель постановки В. Ф. Фёдоров. Премьера состоялась 10 февраля
- 1936 — «Слава» B. Гусева. Постановка С. А. Морщихина; художники Г. Н. Бибиков и А. Н. Самохвалов; композитор В. В. Волошинов. Премьера состоялась 21 мая
- 1936 — «Матросы из Каттаро» Ф. Вольфа (авторизированный перевод В. Вишневского). Постановка А. Дикого; художник А. Ф. Босулаев; композитор В. А. Оранский. Роли исполняли: Франц Раш — А. Н. Киреев, Стоновский — А. А. Колобов, Джерко — В. А. Осокина, Капитан — В. Я. Софронов, прапорщик Сезан — Г. П. Менглет. Премьера состоялась 5 ноября
- 1937 — «Большой день» В. Киршона. Постановка А. Д. Дикого; художник А. Ф. Босулаев; композитор В. А. Оранский. Премьера состоялась 29 января
- 1937 — Пушкинский спектакль («Моцарт и Сальери», «Русалка», «Сцены из рыцарских времен»). Постановка А. Д. Дикого; художник А. А. Осмеркин; композитор М. А. Мильнер. Премьера состоялась 28 марта
- 1937 — «Мещане» М. Горького. Постановка А. Дикого; художник Ю. А. Васнецов. Роли исполняли: Бессеменов — Г. П. Петровский, Акулина Ивановна — О. Д. Виндинг и А. М. Фомина, Пётр — С. А. Рябинкин, Татьяна — В. А. Грибоедова и Н. П. Панкова, Нил — Н. Корн и В. Полицеймако, Перчихин — В. Софронов и В. Н. Чайников, Поля — В. Кибардина и З. Карпова, Тетерев — А. Лариков, Елена Николаевна — О. Казико, Шишкин — Б. Рыжухин. Премьера состоялась 20 июня. Премьера второй редакции спектакля с частично изменённым составом прошла 23 августа того же года.
- 1938 — «Благочестивая Марта» Тирсо де Молина. Постановка Н. В. Петрова
- 1939 — «Дачники» М. Горького. Постановка Б. Бабочкина

## 1941—1955
- 1941 — «Король Лир» У. Шекспира. Постановка Г. Козинцева (с музыкой Д. Шостаковича)
- 1942 — «Расплата» О. Литовского
- 1942 — «Фронт» А. Корнейчука. Постановка Л. С. Рудника, художник В. Лебедев.
- 1942 — «Хозяйка гостиницы» К. Гольдони. Постановка П. К. Вейсбрема.
- 1942 — «Кремлёвские куранты» Н. Погодина. Постановка Е. Г. Альтуса
- 1942 — «Русские люди» К. Симонова. Постановка Е.Г. Альтус. художник А.В. Рыков.
- 1943 — «Давным-давно» А. Гладкова. Постановка П. К. Вейсбрёма, художник Н. Н. Медовщиков
- 1943 — «Свадьба Кречинского» А. Сухово-Кобылина. Постановка Г. М. Мичурина, художник А. Жуковский
- 1943 — «Дорога в Нью-Йорк» Л. Малюгина. Постановка Л. С. Рудника, художник Н. Н. Медовщиков
- 1944 — «На дне» М. Горького. Постановка Л. С. Рудника
- 1948 — «Враги» М. Горького. Постановка Н. С. Рашевской
- 1949 — «Слуга двух господ» К. Гольдони. Постановка А. В. Соколова
- 1949 — «Егор Булычев и другие» М. Горького. Постановка Н. С. Рашевской
- 1950 — «Разлом» Б. Лавренева. Постановка А. В. Соколова и И. С. Зонне
- 1951 — «Любовь Яровая» К. Тренёва. Постановка И. С. Ефремова; художник И. С. Белицкий; постановщик танцев — Н. М. Уланова. Роли исполняли: Любовь Яровая — О. Г. Казико, и З. Карпова, Михаил Яровой — А. Ф. Мазаев, В. И. Стржельчик, Панова — В. Т. Кибардина, Роман Кошкин — В. Я. Софронов, В. П. Полицеймако, Швандя — В. П. Полицеймако, Е. З. Копелян, И. О. Горбачёв, Максим Горностаев — Г. Г. Семёнов, Елена Горностаева — Е. М. Грановская, Малинин — А. И. Лариков, Кутов — С. С. Карнович-Валуа, Елисатов — М. В. Иванов, Е. З. Копелян. Премьера состоялась 6 ноября
- 1952 — «Под золотым орлом» Я. Галана. Постановка Б.М. Дмоховского, художник И.С. Белицкий, композитор Р.Н. Котляревский. Премьера состоялась 25 марта
- 1952 — «Достигаев и другие» М. Горького. Постановка Н. С. Рашевской; художник — А. В. Рыков. Роли исполняли: Достигаев — В. П. Полицеймако, Елизавета — Н. А. Ольхина, Антонина — И. Ефремова, Алексей — М. В. Иванов, отец Павлин — В. Я. Софронов, Звонцов — , Варвара — В. П. Романова, Шура Булычева — , Ксения Булычова — Е. М. Грановская, мать Мелания — О. Г. Казико, Степан Тятин — Е. Иванов, Глафира — В. Т. Кибардина, Рябинин — Н. П. Корн, Порфирий Нестрашный — Г. Г. Семёнов, Виктор Нестрашный — В. И. Стржельчик, Мокроусов — Е. З. Копелян. Премьера состоялась Премьера состоялась 6 сентября. Спектакль был возобновлён в 1957 году с частично обновлённым составом: Звонцов — С. Ю. Юрский, Шура Булычева — З. М. Шарко, Губин — Евгений Лебедев (премьера состоялась 12 мая)
- 1954 — «Гости» Л. Зорина. Постановка В. В. Меркурьева и И. В. Мейерхольд
- 1955 — «Перед заходом солнца» Г. Гауптмана. Постановка К. П. Хохлова

## Эпоха Товстоногова

### 1956—1960
- 1956 — «Ученик дьявола» Б. Шоу (перевод Е. Калашниковой). Режиссёр М. В. Сулимов; руководитель постановки Г. А. Товстоногов. Художник В. Л. Степанов; композитор A. M. Маневич. Премьера состоялась 7 мая
- 1956 — «Преступление Энтони Грехема» Д. Гордона. Режиссёр Г. Г. Никулин, руководитель постановки Г. А. Товстоногов. Художник В. Л. Степанов; композитор А. М. Маневич. Премьера состоялась 11 июня
- 1956 — «Обрыв» И. Гончарова. Режиссёр Н. С. Рашевская; художник И. С. Белицкий. Премьера состоялась 17 июля
- 1956 — «Шестой этаж» А. Жери. Постановка Г. А. Товстоногова; режиссёр М. В. Сулимов; художник В. Л. Степанов; композитор М. Е. Табачников. Премьера состоялась 21 сентября
- 1956 — «Безымянная звезда» М. Себастьяна. Постановка и оформление Г. А. Товстоногова; режиссёр Р. А. Сирота; художник С. С. Мандель; композиторы Н. С. Симонян, Ю. Г. Прокофьев. Роли исполняли: Неизвестная — Н. А. Ольхина, Учитель — П. А. Крымов и Б. С. Рыжухин, Григ — В. И. Стржельчик, Куку — Е. А. Лебедев и М. А. Призван-Соколова, Начальник вокзала — В. П. Максимов, Паску — Н. Ф. Семилетов, Удря — М. В. Иванов, Иким — Н. Н. Дмитриев, Ученица — Л. Н. Светлова и Л. П. Шувалова, Кондуктор — Б. И. Васильев, Крестьянин — И. М. Пальму. Премьера состоялась 6 ноября
- 1956 — «Когда цветет акация» Н. Винникова. Постановка Г. А. Товстоногова; режиссёр И. П. Владимиров; художник С. С. Мандель; композитор М. Е. Табачников; текст песен Я. Хелемского; дирижёр Н. Я. Любарский. В роли Раисы Ковригиной — З. М. Шарко. Премьера состоялась 31 декабря
- 1957 — «Эзоп» Г. Фигейредо. Постановка и оформление Г. А. Товстоногова; режиссёр Р. А. Сирота; композиторы Н. С. Симонян и Ю. Г. Прокофьев. Роли исполняли: Ксанф — Н. П. Корн, Клея — Н. А. Ольхина, Мели — З. М. Шарко и И. М. Кондратьева (с 1958 года), Эзоп — В. П. Полицеймако, Агностос — П. Б. Луспекаев, Эфиоп — Б. И. Васильев. Премьера состоялась 23 марта
- 1957 — «Метелица» В. Пановой. Режиссёр М. В. Сулимов; художник В. Л. Степанов; музыкальное оформление Н. Я. Любарского. Премьера состоялась 27 апреля
- 1957 — «Когда горит сердце», пьеса В. Гольдфельда по роману В. Кина «По ту сторону». Режиссёр И. П. Владимиров; художник В. Л. Степанов; композитор Г. А. Портнов. Роли исполняли: Матвеев — Г. Т. Малышев, Безайс — К. Ю. Лавров, Лиза — И. Н. Ефремова, Варя — З. М. Шарко, Доктор — Г. Г. Семёнов, Жуканов — Д. И. Бронев, Чужой — В. А. Кузнецов, Майба — Е. З. Копелян. Премьера состоялась 30 июня
- 1957 — «Кремлёвские куранты» Н. Погодина. Режиссёры В. Я. Софронов, И. П. Владимиров; художники М. С. Варпех и В. Л. Степанов. В роли Ф. Дзержинского — И. М. Смоктуновский (ввод). Премьера состоялась 5 октября
- 1957 — «В поисках радости» В. Розова. Режиссёр И. П. Владимиров; художник В. Л. Степанов. Премьера состоялась 5 декабря
- 1957 — «Идиот» по роману Ф. М. Достоевского. Сценическая композиция и постановка Г. А. Товстоногова; режиссёр Р. Сирота, художник М. М. Лихницкая; композитор И. И. Шварц, дирижёр Н. Я. Любарский. Роли исполняли: князь Мышкин — И. М. Смоктуновский, Рогожин — Е. А. Лебедев, Настасья Филиповна — Н. А. Ольхина, Епанчин — В. Я. Софронов, Епанчина — О. Г. Казико и А. Б. Никритина, Александра — В. Николаева, Аделаида — В. П. Шувалова, Аглая — В. М. Таланова, позже И. М. Кондратьева, Иволгин — А. И. Лариков, Иволгина — Е. Д. Царёва, Ганя Иволгин — В. И. Стржельчик, Варя Иволгина — Н. М. Шахова, Лебедев — М. В. Иванов, Фердыщенко — В. П. Максимов, позже В. П. Полицеймако, Дарья Алексеевна — В. П. Романова, Тоцкий — С. С. Карнович-Валуа. Премьера состоялась 31 декабря
- 1958 — «Синьор Марио пишет комедию» А. Николаи. Постановка Г. А. Товстоногова; режиссёр Р. А. Сирота; художник В. Л. Степанов; композиторы Н. С. Симонян и Ю. Г. Прокофьев. Роли исполняли: Марио Арманди — Е. З. Копелян, Рената — М. А. Призван-Соколова, Лалла — В. А. Николаева, Пино — С. Ю. Юрский, Терезина — Л. Н. Светлова, Эрнесто Тости — В. И. Стржельчик и Ю. Соловов, Старший капрал — В. П. Максимов и М. В. Иванов, Ринальди — Е. А. Иванов и Г. Г. Семёнов, Джованни Пиччико — В. А. Кузнецов, Рести — В. К. Фетисов, Реджис — В. К. Иллич, Джелли — Б. В. Лёскин. Премьера состоялась 22 марта
- 1958 — «Такая любовь» П. Когоута. Постановка Р. С. Агамирзяна; художник С. С. Мандель; музыкальное оформление Н. Я. Любарского. Премьера состоялась 23 мая
- 1958 — «Дали неоглядные» Н. Вирты. Постановка И. П. Владимирова, Р. А. Сироты; художник В. В. Иванов; композитор Г. А. Портнов; текст песен Е. И. Гвоздева. Премьера состоялась 15 ноября
- 1959 — «Трасса» И. Дворецкого. Постановка Г. А. Товстоногова; художник С. С. Мандель. Премьера состоялась 27 января
- 1959 — «Пять вечеров» А. М. Володина. Постановка Г. А. Товстоногова; художник В. Л. Степанов; музыкальное оформление Н. Я. Любарского. Роли исполняли: Тамара — З. М. Шарко, Слава — К. Ю. Лавров, Ильин — Е. З. Копелян, Катя — Л. И. Макарова, Зоя — В. А. Николаева, Тимофеев — В. А. Кузнецов и П. Б. Луспекаев. Премьера состоялась 6 марта
- 1959 — «Варвары» А. М. Горького. Постановка Г. А. Товстоногова; художник В. Л. Степанов; режиссёры Р. А. Сирота, P. C. Агамирзян. Роли исполняли: Черкун — П. Б. Луспекаев, Анна Фёдоровна — И. М. Кондратьева и Л. Светлова, Э. А. Попова (с 1962 года), Цыганов — В. И. Стржельчик, Богаевская — О. Г. Казико и Е. М. Грановская, Лидия — Н. А. Ольхина, Редозубов — В. П. Полицеймако, Гриша — В. А. Кузнецов, Катя — З. М. Шарко, Е. Е. Немченко, Притыкин — М. В. Иванов, Притыкина — Л. А. Волынская и М. А. Призван-Соколова, Монахов — Е. А. Лебедев, Надежда Монахова — Т. В. Доронина, Головастиков — Б. С. Рыжухин, Дробязгин — В. К. Фетисов, С. Ю. Юрский, доктор Макаров — Н. П. Корн, Весёлкина — В. М. Таланова, Исправник — В. П. Максимов, Ивакин — И. М. Пальму и В. Н. Чайников, Степан Лукин — О. В. Басилашвили, Дунькин муж — Н. И. Дмитриев и А. В. Абрамов (с 1961 года), Матвей Гогин — А. Е. Гаричев, И. Заблудовский. Премьера состоялась 4 ноября
- 1959 — «Машенька» A. Афиногенова. Постановка И. П. Владимирова; художник В. Л. Степанов. Премьера состоялась 26 декабря
- 1960 — «Неравный бой» B. Розова. Постановка 3. Я. Корогодского; художник В. Л. Степанов. Премьера состоялась 16 января
- 1960 — «Иркутская история» А. Арбузова. Постановка Г. А. Товстоногова; художник С. С. Мандель; режиссёр Р. А. Сирота; композитор М. Е. Табачников; танцы поставлены К. Ф. Боярским; дирижёр Н. Я. Любарский; текст песен Л. Давидович. Роли исполняли: Прохожий — Е. З. Копелян и Г. А. Гай, Валя — Т. В. Доронина, Лариса — Л. И. Макарова, Сердюк — Г. Г. Семёнов, Сергей Серёгин — К. Ю. Лавров, И. М. Смоктуновский, Виктор Бойцов — П. Б. Луспекаев, Родик — С. Ю. Юрский, Денис — А. Е. Гаричев, Афанасий Лапченко — О. В. Басилашвили, Зинка — З. М. Шарко и В. А. Николаева, Майя — А. А. Федеряева, Нюра — М. К. Адашевская, Подвыпивший мужчина — В. А. Кузнецов и Е. А. Горюнов, Нянечка — А. Н. Фомина, 1-й парень — В. К. Иллич, 2-й парень — И. З. Заблудовский и Б. В. Лёскин. Премьера состоялась 5 марта
- 1960 — «Воспоминание о двух понедельниках» А. Миллера. Постановка Г. А. Товстоногова; режиссёр М. Л. Рехельс; художник В. Л. Степанов; композитор Н. Я. Любарский. Премьера состоялась 30 июня
- 1960 — «Гибель эскадры» А. Е. Корнейчука. Постановка Г. А. Товстоногова; художник С. С. Мандель; режиссёр Р. С. Агамирзян; композитор Н. П. Червинский; танцы поставлены К. Ф. Боярским. Роли исполняли: Комиссар — В. А. Кузнецов, Оксана — И. М. Кондратьева, Стрыжень — Н. Ф. Семилетов, Гайдай — П. Б. Луспекаев, лейтенант Корн — Б. С. Рыжухин, Балтиец — Е. З. Копелян, 2-й балтиец — В. К. Фетисов, боцман Бухта — В. П. Максимов, Фрегат — С. Ю. Юрский и М. Д. Волков, Паллада — В. П. Красногов, К. Ю. Лавров и Г. А. Штиль, Адмирал — Н. П. Корн, боцман Кобза — Е. А. Лебедев, Командир флагмана — С. С. Карнович-Валуа, мичман Кнорис — О. В. Басилашвили, Нагар — Г. Г. Семёнов, полковник Кобаха — М. В. Иванов, Юнга — Толя Подшивалов. Премьера состоялась 12 ноября
- 1960 — «Верю в тебя» B. Коростылёва. Постановка Р. А. Сироты; художник С. С. Мандель. Премьера состоялась 31 декабря

### 1961—1966
- 1961 — «Не склонившие головы» по сценарию Н. Дугласа и Г. Смита. Постановка Г. А. Товстоногова; режиссёр З. Я. Корогодский; художник В. Л. Степанов; композитор И. И. Шварц; дирижёр Н. Я. Любарский. Роли исполняли: Галлен — П. Б. Луспекаев, Джексон — Е. З. Копелян, Женщина — З. М. Шарко. Премьера состоялась 7 апреля
- 1961 — «Океан» А. Штейна. Постановка Г. А. Товстоногова; художник С. С. Мандель; композиторы Н. С. Симонян, Ю. Г. Прокофьев. Роли исполняли: Платонов — К. Ю. Лавров, Часовников — С. Ю. Юрский, Куклин — О. В. Басилашвили, Анечка — Л. И. Макарова, Часовников-отец — Н. П. Корн, Маша — И. М. Кондратьева и Н. А. Ольхина (с 1962 года), Миничев — Е. А. Лебедев и Г. Г. Семёнов, Зуб — В. П. Полицеймако, Туман — Г. А. Гай, Задорнов — А. Е. Гаричев и В. А. Максимов, Продавщица — М. А. Призван-Соколова. Первое представление состоялось 30 июня; официальная премьера — 1 октября
- 1961 — «Четвертый» К. Симонова. Постановка Р. С. Агамирзяна; художник В. Л. Степанов; композитор М. Е. Табачников; режиссёр-ассистент А. Ю. Герман. Руководитель постановки Г. А. Товстоногов. Роли исполняли: Он — В. И. Стржельчик, Женщина, которую он любил — И. М. Кондратьева и З. М. Шарко (с 1962 года), Человек, которого он давно не видел — Н. П. Корн, Дик — Г. А. Гай, В. А. Максимов, Второй пилот — В. А. Кузнецов и Г. А. Штиль, Штурман — Б. С. Рыжухин и И. И. Краско, Женщина, на которой он женился — Н. А. Ольхина, Бен Кроу — А. В. Абрамов и Г. Г. Семёнов, Чарлз Говард — К. Ю. Лавров и И. В. Озеров, Вандежкер — С. С. Карнович-Валуа, Бонар — П. Б. Луспекаев, Гвиччарди — С. Ю. Юрский и Б. В. Лёскин, Тедди Франк — Н. П. Корн. Премьера состоялась 23 ноября
- 1961 — «Моя старшая сестра» А. М. Володина. Постановка Г. А. Товстоногова. Художник В. Л. Степанов; режиссёр Р. А. Сирота; композитор Н. Я. Любарский. Роли исполняли: Надя — Т. Доронина, Лида — Е. Немченко, Ухов — Е. Лебедев, Володя — И. Краско. Премьера состоялась 29 декабря
- 1962 — «Божественная комедия» И. Штока. Постановка Г. А. Товстоногова. Художники М. А. Смирнов, М. С. Щеглов; композитор М. Е. Табачников. Роли исполняли: Адам — С. Юрский, Ева — З. Шарко, Создатель — Н. Корн, Ангел Д. — В. Стржельчик. Премьера состоялась 7 июня
- 1962 — «Снежная королева» Е. Шварца. Постановка М. Л. Рехельса. В ролях: Герда — Е. Немченко. Премьера состоялась 30 июля
- 1962 — «Горе от ума» А. Грибоедова. Постановка и оформление Г. А. Товстоногова. Режиссёр Р. С. Агамирзян; композитор И. И. Шварц. Костюмы по эскизам М. М. Лихницкой. Роли исполняли: Фамусов — В. Полицеймако, П. Панков, Р. Лебедев, Софья — Т. Доронина, Л. Сапожникова, Чацкий — С. Юрский, В. Рецептер, Молчалин — К. Лавров, М. Волков, Скалозуб — В. Кузнецов, Репетилов — В. Стржельчик, Загорецкий — Е. Лебедев, Хлёстова — М. Призван-Соколова. Премьера состоялась 20 октября
- 1962 — «Фараоны» А. Коломийца. Постановка А. Ю. Германа; художник A. M. Янокопулос. Премьера состоялась 27 декабря
- 1963 — «Палата» С. Алёшина. Постановка Г. А. Товстоногова и Е. А. Лебедева. Художник В. Л. Степанов; композитор Я. И. Вайсбурд. В главных ролях — Е. Лебедев и Э. Попова. Премьера состоялась 15 февраля
- 1963 — «Перед ужином» В. Розова. Дипломная работа выпускника факультета драматического искусства Института театра, музыки и кинематографии B. C. Голикова. Художник И. Ф. Масленников. Руководитель постановки Г. А. Товстоногов. В ролях: Верочка — Е. Немченко. Премьера состоялась 20 апреля
- 1963 — «Карьера Артуро Уи» Б. Брехта. Постановка Э. Аксера. Художники Э. Старовейская, К. Свинарский; композитор 3. Турский. Роли исполняли: Артуро Уи — Е. Лебедев, Догсборо — В. Полицеймако, Дживола — С. Юрский, Гири — В. Кузнецов, Эрнесто Рома — Е. Копелян, Инна — В. Рецептер, Зазывала — Г. Штиль, Актёр — В. Стржельчик. Премьера состоялась 26 июня
- 1964 — «Поднятая целина» по роману М. Шолохова. Постановка Г. А. Товстоногова. Художник С. С. Мандель; режиссёры А. Ю. Герман, B. C. Голиков; композитор М. Е. Табачников. Роли исполняли: Давыдов — К. Лавров, Нагульнов — П. Луспекаев, Лушка — Т. Доронина, Тимофей Рваный — А. Гаричев, дед Щукарь — Е. Лебелев, Варя — Е. Немченко. Премьера состоялась 14 марта
- 1964 — «Я, бабушка, Илико и Илларион» Н. Думбадзе, Г. Лордкипанидзе. Постановка Р. С. Агамирзяна. Художник И. Г. Сумбаташвили; композитор Р. И. Лагидзе. Роли исполняли: Зурико — В. Татосов, Бабушка — Л. А. Волынская, Илико — С. Ю. Юрский, Илларион — Е. З. Копелян, Мэри — Е. Немченко. Премьера состоялась 9 мая
- 1964 — «Ещё раз про любовь» Э. Радзинского. Постановка Ю. Е. Аксенова. Художник A. M. Янокопулос; композитор И. И. Шварц. Руководитель постановки Г. А. Товстоногов. Роли исполняли: Наташа — Т. Доронина, Евдокимов — М. Волков, Владик — В. Рецептер, Острецова — З. Шарко, Феликс — О. Басилашвили, Семёнов — Г. Гай, Гальперин — И. Заблудовский, Карцев — О. Борисов. Премьера состоялась 29 сентября
- 1965 — «Три сестры» А. Чехов. Постановка Г. А. Товстоногова. Роли исполняли: Андрей — О. В. Басилашвили, Ольга — З. М. Шарко, Маша — Т. В. Доронина, Ирина — Э. А. Попова, Наташа — Л. И. Макарова, Кулыгин — В. И. Стржельчик, Вершинин — Е. З. Копелян, Тузенбах — С. Ю. Юрский, Солёный — К. Ю. Лавров
- 1965 — «Римская комедия» Л. Г. Зорин. Постановка Г. А. Товстоногова. Художник С. С. Мандель; композитор С. Е. Розенцвейг. В ролях: Дион — С. Юрский, Домициан — Е. Лебедев, Мессалина — Л. Макарова, Лоллия — Т. Доронина, Сервилий — В. Стржельчик, Фульвия — З. М. Шарко, Клодий — Г. Гай, Афраний — С.С. Карнович-Валуа, Бен-Захария — В. Татосов, Глашатай — А. Гаричев. 28 мая состоялась генеральная репетиция, спектакль был запрещён
- 1966 — «Идиот» по роману Ф. М. Достоевского (вторая редакция). Сценическая композиция и постановка Г. А. Товстоногова; режиссёр Р. Сирота, художник М. М. Лихницкая; композитор И. И. Шварц, дирижёр Н. Я. Любарский. Роли исполняли: князь Мышкин — И. М. Смоктуновский, Рогожин — Е. А. Лебедев, Настасья Филиповна — Т. В. Доронина и Э. А. Попова, Епанчин — В. И. Стржельчик, Ганя Иволгин — О. И. Борисов, Фердыщенко — С. Ю. Юрский, Александра — Е. Немченко. Премьера состоялась 29 марта
- 1966 — «Пузырьки» A. Хмелика. Постановка Ю. Е. Аксенова. Художник С. С. Мандель; композитор С. Е. Розенцвейг. Премьера состоялась 25 июня
- 1966 — «Сколько лет, сколько зим» B. Пановой. Постановка Г. А. Товстоногова. Художник С. С. Мандель; режиссёр Р. А. Сирота. Роли исполняли: Ольга Шеметова — З. Шарко, Бакченин — К. Лавров, Колосёнок — О. Борисов, Алёна — Е. Немченко. Премьера состоялась 6 октября
- 1966 — «Мещане» А. М. Горького. Постановка и оформление Г. А. Товстоногова; режиссёр Р. Сирота. Роли исполняли: Бессеменов — Е. А. Лебедев, Акулина Ивановна — М. А. Призван-Соколова, Пётр — В. Э. Рецептер, позже и О. И. Борисов, Татьяна — Э. А. Попова, Нил — К. Ю. Лавров, позже и В. А. Максимов, Перчихин — Н. Н. Трофимов, позже и Б. С. Рыжухин, Поля — Л. К. Сапожникова и Е. Е. Немченко, Елена Николаевна — Л. И. Макарова, Тетерев — П. П. Панков, с 1978 года В. И. Стржельчик, Шишкин — А. Е. Гаричев и В. А. Четвериков, Цветаева — Г. В. Яковлева, Степанида — М. К. Адашевская, Доктор — И. З. Заблудовский и Г. А. Штиль. Премьера состоялась 25 декабря

### 1967—1971
- 1967 — «Традиционный сбор» В. Розова. Постановка Г. А. Товстоногова. Художник С. С. Мандель; режиссёр Р. А. Сирота; композитор М. Е. Табачников. Роли исполняли: Сергей Усов — В. Медведев, Агния Шабина — Н. Ольхина, Александр Машков — В. Стржельчик, Павел Козин — В. Кузнецов, Максим Петров — Г. Гай, Илья Тараканов — И. Заблудовский, Ольга Носова — Л. Макарова, Лидия Белова — В. Ковель, Евгений Пухов — Б. Рыжухин. Премьера состоялась 29 мая
- 1967 — «Лиса и виноград» Г. Фигейредо (новая редакция «Эзопа». Постановка и оформление Г. А. Товстоногова; режиссёр Р. А. Сирота; композиторы Н. С. Симонян и Ю. Г. Прокофьев. Роли исполняли: Ксанф — О. В. Басилашвили, Клея — Н. М. Тенякова, Мели — Т. А. Тарасова, Г. В. Фигловская, Эзоп — С. Ю. Юрский, Агностос — В. А. Медведев, Эфиоп — В. И. Караваев. Премьера состоялась 18 сентября
- 1967 — «…Правду! Ничего, кроме правды!!!» Д. Аля. Постановка Г. А. Товстоногова. Художник A. M. Янокопулос; режиссёр Ю. Е. Аксёнов; композитор С. Е. Розенцвейг. Роли исполняли: Овермэн — В. Стржельчик, Стерлинг — С. Карнович-Валуа, Нельсон — М. Иванов, Юмс — М. Данилов, Брешко-Брешковская — М. Призван-Соколова, Фрэнсис — Н. Корн, Раймонд Робинс — Е. Копелян, Луиза Брайант — З. Шарко, Джон Рид — Л. Неведомский, Бэсси Битти — Л. Макарова, Рис Вильямс — В. Медведев и Г. Гай, Робеспьер — О. Брисов, Кеннеди — М. Волков, Дефо — С. Юрский, Линкольн — Е. Лебедев, Чернышевский — В. Рецептер. Премьера состоялась 25 октября
- 1967 — «Луна для пасынков судьбы» Ю. О’Нила. Постановка Г. А. Товстоногова. Художник С. М. Юнович; режиссёр Е. А. Лебедев; композитор С. Е. Розенцвейг. Роли исполняли: Джози Хошен — И. Лаврентьева, Фил Хоген — Н. Трофимов, Майк Хоген — В. Козлов, Джеймс Тайрон — Е. Копелян, Стедман Хардер — Л. Неведомский. Премьера состоялась 29 декабря
- 1968 — «Счастливые дни несчастливого человека» А. Арбузова. Постановка Ю. Е. Аксенова. Художник В. Л. Степанов; композитор Я. И. Вайсбурд. Премьера состоялась 10 сентября
- 1968 — «Цена» A. Миллера. Постановка Р. А. Сироты; художник С. С. Мандель. Роли исполняли: Виктор Франк — С. Юрский, Эстер — В. Ковель, Уолтер Франк — В. Медведев, Грегори Соломон — В. Стржельчик. Первое представление состоялась 7 декабря; официальная премьера — 26 декабря. Спектакль был снят 30 марта 1970 года и возобновлен 27 мая 1972
- 1969 — «Король Генрих IV» У. Шекспира. Постановка и оформление Г. А. Товстоногова; композитор Кара Караев; художник по костюмам — Э. С. Кочергин, режиссёр-ассистент — Ю. Е. Аксёнов. Роли исполняли: Генрих IV — С. Ю. Юрский, принц Генрих — О. И. Борисов, Джон Ланкастерский — Е. Н. Соляков, граф Уэстморленд — В. А. Медведев, Уолтер Блент — Ю. Н. Мироненко, Вустер — Е. З. Копелян и Г. А. Гай, Нортумберленд — С. С. Карнович-Валуа, Генрих Перси — В. И. Стржельчик, Мортимер — В. А. Кузнецов и А. А. Андреев, архиепископ Йоркский — П. П. Панков, Дуглас — Л. Нведомский, Ричард Вернон — О. В. Басилашвили, Оуэн Глендауэр — Г. А. Гай, В. А. Максимов, Фальстаф — Е. А. Лебедев и В. А. Кузнецов, Пойнс — М. В. Данилов, Пето — Г. А. Штиль, Бардольф — М. В. Иванов, Сайленс — Н. Н. Трофимов. Премьера состоялась 10 мая
- 1969 — «С вечера до полудня» B. Розова. Постановка А. Г. Товстоногова. Режиссёр-ассистент Л. В. Голубкова; художник Д. В. Афанасьев. Роли исполняли: Жарков — П. Панков, Ким — К. Лавров, Нина — Т. Тарасова, Альберт — В. Четвериков, Алла — Г. Фигловская, Егорьев — А. Абрамов, Лёва Груздев — О. Басилашвили. Премьера состоялась 26 сентября
- 1969 — «Два театра» Е. Шанявского. Постановка Э. Аксера. Художник Э. Старовейская; режиссёр Р. А. Сирота; композитор Збигнев Турский. Роли исполняли: Режиссёр — С. Юрский, Другой режиссёр — В. Рецептер, Лизелотта — Н. Тенякова, Лаура — Л. Макарова, Рассыльный — Б. Рыжухин, Юноша — В. Четвериков, Автор — О. Басилашвили, Монтек — Г. Штиль, Мать — В. Ковель и М. Призван-Соколова, Дама — Н. Ольхина. Премьера состоялась 6 декабря
- 1970 — «Беспокойная старость» Л. Рахманова. Постановка Г. А. Товстоногова; художник Б. В. Локтин; режиссёр Р. Сирота; музыкальное оформление — С. Е. Розенцвейга. Роли исполняли: Полежаев — С. Юрский, Мария Львовна — Э. Попова, Воробьёв — М. Волков, Бочаров — О. Басилашвили, Куприянов — В. Кузнецов, Доктор — М. Иванов; Текст от театра — Е. Копелян. Премьера состоялась 10 апреля
- 1970 — «Защитник Ульянов» М. Еремина и Л. Виноградова. Постановка Ю. Е. Аксенова; руководитель постановки Г. А. Товстоногов. Художник З. А. Зинченко, музыкальное оформление С. Е. Розенцвейга. В роли Ленина — К. Лавров. Премьерой спектакля 9 мая была открыта Малая сцена БДТ
- 1970 — «Диалоги» А. С. Пушкина. Режиссёр В. Э. Рецептер. Музыка М. Камилова (в радиозаписи), дирижёр Э. Л. Хачатурян; костюмы В. М. Зайцева. Премьера остоялась 29 июня. Малая сцена
- 1970 — «Третья стража» Г. Капралова и С. Туманова. Постановка Г. А. Товстоногова. Художник И. Г. Сумбаташвили; режиссёр Р. А. Сирота; композитор И. И. Шварц. Роли исполняли: Николай Бауман — В. Стржельчик, Савва Морозов — Е. Копелян, Мария Андреева — И. Лаврентьева, Илья Сац — В. Рецептер. Премьера состоялась 26 декабря
- 1971 — «Тоот, другие и майор» И. Эркеня. Постановка Г. А. Товстоногов; художник — В. Я. Левенталь; режиссёр А. Г. Товстоногов; музыкальное оформление — С. Е. Розенцвейга. Роли исполняли: Тоот — Е. Лебедев, Маришка — В. Ковель, М. Призван-Соколова, Агика — С. Карпинская, Гизи — И. Варшавская, Л. Макарова, Священник — И. Заблудовский, Киприани — А. Пустохин, В. Стржельчик, Ассенизатор — Г. Богачёв, М. Данилов, Помощник ассенизатора — А. Подшивалов, Санитар — Л. Неведомский, Элегантный майор — Ю. Мироненко, Почтальон — Г. Штиль, Майор — Н. Трофимов. Премьера состоялась 7 марта
- 1971 — «Выпьем за Колумба!» Л. Жуховицкого. Постановка Г. А. Товстоногова и Ю. Е. Аксенова. Художник С. С. Мандель; композитор М. Е. Табачников; текст песен Б. А. Ахмадулиной; балетмейстер А. Е. Обрант. Роли исполняли: Бурлаков — О. Борисов, Шатунов — О. Басилашвили, Чесноков — В. Рецептер, Галя — Н. Тенякова. Премьера состоялась 25 июня
- 1971 — «Лица» по Ф. Достоевскому. Инсценировка и режиссура В. Э. Рецептера. Художник Н. Васильева; композитор С. Е. Розенцвейг. Моноспектакль Владимира Рецептера. Премьера состоялась 29 декабря. Малая сцена
- 1971 — «Валентин и Валентина» М. Рощина. Постановка А. Г. Товстоногова, руководитель постановки Г. А. Товстоногов. Художник Э. С. Кочергин; композитор С. Е. Розенцвейг; режиссёр-ассистент Б. Н. Сапегин. Роли исполняли: Валентин — В. Четвериков, Валентина — Е. Алексеева и Т. Иванова, мать Валентины — З. Шарко, мать Валентина — В. Ковель. Рита — С. Карпинская, Володя — В. Кузнецов, Гусев — Г. Богачёв и А. Пустохин. Премьера состоялась 30 декабря

### 1972—1976
- 1972 — «Провинциальные анекдоты» А. Вампилова. Постановка А. Г. Товстоногова. Оформление М. В. Данилова; музыка B. C. Белецкова. Премьера состоялась 30 марта; Малая сцена
- 1972 — «Ревизор» Н. В. Гоголя. Постановка и оформление Г. А. Товстоногова; костюмы и супер-занавес — по эскизам М. В. Добужинского, созданным для спектакля Вс. Мейерхольда в ГосТиМе. Композитор С. М. Слонимский; режиссёр Ю. Е. Аксёнов. Роли исполняли: Городничий — К. Лавров, Анна Андреевна — Л. Макарова, Марья Антоновна — Н. Тенякова, Хлопов — Н. Трофимов, Ляпкин-Тяпкин — В. Медведев, Земляника — В. Кузнецов, Шпекин — М. Волков, Добчинский — Г. Штиль, Бобчинский — М. Данилов, Хлестаков — О. Басилашвили, О. Борисов, Осип — С. Юрский, позже также Г. Богачёв, Абдулин — А. Абрамов, Пошлёпкина — В. Ковель; Голос автора — И. Смоктуновский
- 1972 — «Ханума» А. Цагарели. Русский текст и стихи В. Константинова и Борис Рацера. Постановка Г. А. Товстоногова. Режиссёр И. Д. Рассомахин; художник Иосиф Сумбаташвили; композитор Гия (Георгий) Канчели. Роли исполняли: Ханума — Л. Макарова, Кабато — В. Ковель, князь Вано Пантиашвили — В. Стржельчик, Тэкле — М. Призван-Соколова, Тимотэ — В. Кузнецов, Котэ — Г. Богачёв, Микич Котрянц — Е. Копелян, В. Медведев, Б. Рыжухин, Акоп — Н. Трофимов. Премьера состоялась 30 декабря
- 1973 — «Мольер» по пьесе М. Булгакова «Кабала святош». Постановка С. Ю. Юрского. Художник Э. С. Кочергин; режиссёр-ассистент Б. Н. Сапегин; композитор О. Н. Каравайчук. Роли исполняли: Мольер — С. Юрский, Людовик XIV — О. Басилашвили, Мадлена Бежар — Э. Попова, Арманда Бежар — Н. Тенякова, Бутон — П. Панков, Лагранж — М. Данилов, Муаррон — Г. Богачев, архиепископ Шаррон — В. Медведев, «Одноглазый» — М. Волков. Премьера состоялась 12 февраля
- 1973 — «Общественное мнение» A. Баранги. Постановка Г. А. Товстоногова. Художник С. С. Мандель; режиссёр Ю. К. Николаев; композитор С. Е. Розенцвейг; ассистент по движению И. П. Кузнецова. Роли исполняли: Китлару — О. Борисов, Кристиною — Е. Лебедев, Туркулец — Г. Гай, Бэженару — В. Кузнецов, Отилия, Джина, Никулина — Л. Крячун. Премьера состоялась 29 марта
- 1973 — «Бедная Лиза» Н. Карамзина. Инсценировка и стихи М. Г. Розовского и Ю. Е. Ряшенцева. Постановка и музыка М. Г. Розовского. Художник А. В. Коженкова; музыкальный руководитель С. Е. Розенцвейг; ассистент по сценическому движению И. П. Кузнецова. Роли исполняли: Лиза — Е. Алексеева, мать Лизы — Н. Ольхина, Леонид — А. Пустохин, Эраст — В. Рецептер. Премьера состоялась 15 апреля. Малая сцена
- 1973 — «Ситуация» B. Розова. Постановка А. Г. Товстоногова; художник Э. С. Кочергин. Премьера состоялась 9 июня
- 1974 — «Прошлым летом в Чулимске» A. Вампилова. Постановка Г. А. Товстоногова. Художник Э. С. Кочергин; режиссёр-ассистент Б. Н. Сапегин; музыкальное оформление С. Е. Розенцвейга. Роли исполняли: Анна Васильевна — В. Ковель, Пашка — Ю. Демич, Афанасий — Е. Копелян, Помигалов — Г. Гай, Валентина — С. Головина, Шаманов — К. Лавров, Мечеткин — Н. Трофимов, Еремеев — О. Борисов. Премьера состоялась 1 марта
- 1974 — «Кошки-мышки» И. Эркеня. Постановка Ю. Е. Аксенова. Художник Э. С. Кочергин; музыкальное оформление С. Е. Розенцвейга; ассистент художника Б. Н. Стукалов. Роли исполняли: Эржебет Орбан — З. Шарко, Гиза — Л. Макарова, Паула — Н. Ольхина, Михайнэ — В. Смирнова, Илуш — И. Комарова, Аделаида Бруннер — О. Дроздова, Виктор Чермлени — М. Иванов, Йожи — А. Пустохин, Официант в кафе — Ю. Мироненко. Премьера состоялась 10 марта. Малая сцена
- 1974 — «Энергичные люди» В. М. Шукшина. Постановка Г. А. Товстоногова; художник Э. С. Кочергин; режиссёр Б. Н. Сапегин, музыкальное оформление С. Е. Розенцвейга. Роли исполняли: Аристарх Петрович — Е. А. Лебедев, Вера Сергеевна — Э. А. Попова, позже В. Ковель, Лысый — А. В. Абрамов, Курносый — К. Ю. Лавров, Брюхатый — П. П. Панков, Чернявый — С. Ю. Юрский и М. Д. Волков, Простой человек — О. В. Басилашвили, Соня — Е. Е. Немченко, Голос автора — В. М. Шукшин. Премьера состоялась 22 июня
- 1974 — «Борцы» С. Караса. Дипломная работа студента режиссёрского факультета ГИТИСа им. Луначарского Маркоса Шапаниса (Кипр). Художник Э. С. Кочергин. Роли исполняли: Архонта — Л. Крячун, Роза — Т. Тарасова, Антигона — В. Смирнова, Эгнатис — И. Заблудовский, Казановас — В. Караваев, Мургос — В. Юшков. Премьера состоялась 24 июня. Малая сцена
- 1974 — «Три мешка сорной пшеницы» по повести В. Ф. Тендрякова. Постановка Г. А. Товстоногова. Художник М. Б. Ивницкий; режиссёр Д. Л. Либуркин; композитор В. А. Гаврилин. Роли исполняли: Евгений Тулупов — Е. Копелян, К. Лавров, Женька Тулупов — Ю. Демич, Бахтьяров — Г. Гай, Чалкин — Б. Рыжухин, Божеумов — В. Медведев, Кистерев — О. Борисов, Вера — Н. Тенякова, Адриан Фомич — В. Стржельчик, Митрофан — М. Данилов, Манька — З. Шарко, Уткин — Л. Неведомский, Кирилл — Ю. Мироненко. Премьера состоялась 27 декабря
- 1975 — «Протокол одного заседания» А. Гельмана. Постановка и оформление Г. А. Товстоногова. Сопостановщик Ю. Е. Аксенов. Роли исполняли: Потапов — А. Пустохин, Жариков — А. Егоров и В. Юшков, Миленина — Л. Крячун и Г. Фигловская, Соломахин — К. Лавров, Батарцев — В. Кузнецов, Комков — А. Гаричев, Мотрошилова — М. Призван-Соколова, Сливченко — Е. Чудаков, Любаев — Г. Богачёв, Айзатуллин — О. Борисов, Черников — В. Рецептер, Фроловский — М. Иванов, Зюбин — Е. Горюнов и Л. Неведомский. Премьера состоялась 23 апреля
- 1975 — «История лошади» по рассказу Л. Н. Толстого «Холстомер». Сценическая композиция М. Розовского и Ю. Ряшенцева. Постановка Г. А. Товстоногова. Художник Э. С. Кочергин; режиссёр М. Г. Розовский, музыкальное оформление М. Г. Розовского и С. Е. Веткина; музыкальный руководитель С. Е. Розенцвейг. Роли исполняли: Холстомер — Евгений Лебедев, Князь Серпуховской — О. Басилашвили, Вязопуриха, она же Матье, она же Мари — Валентина Ковель, Милый, он же Офицер, он же Бобринский — Михаил Волков, Феофан, он же Фриц — Ю. Мироненко, Генерал — П. П. Панков, В. Кузнецов, Конюший, он же объявляющий на бегах — М. В. Данилов, Васька, конюх, он же половой на бегах — Г. А. Штиль, Хор — Е. П. Алексеева, Т. Д. Коновалова, Е. Е. Немченко, В. А. Смирнова, А. А. Федеряева, А. В. Шкомова, Т. В. Яковлева, И. З. Заблудовский, В. И. Караваев, В. А. Козлов, Е. Н. Соляков, Е. К. Чудаков. Музыкальный ансамбль' — А. Е. Галкин, В. М. Горбенко, Ю. А. Смирнов, Н. А. Рыбаков, М. И. Хазанов. Премьера состоялась 27 ноября
- 1976 — «Дачники» М. Горького. Постановка Г. А. Товстоногова. Художник Э. С. Кочергин; режиссёр Д. Л. Либуркин; музыкальное оформление С. Е. Розенцвейга. Роли исполняли: Басов — О. Басилашвили, Варвара — Л. Малеванная, Калерия — Л. Крячун и З. Шарко, Влас — Ю. Демич, Суслов — О. Борисов, Юлия — Н. Тенякова, Дудаков — Б. Рыжухин, Ольга Алексеевна — Э. Попова, Шалимов — В. Стржельчик, Рюмин — А. Пустохин и В. Рецептер, Марья Львовна — Л. Макарова, Соня — Т. Иванова и Т. Бедова, Двоеточие — Е. Лебедев и П. Панков, Кропилкин — А. Подшивалов, Саша — Л. Сапожникова, Женщина с подвязанной щекой — М. Призван-Соколова, Семёнов — И. Заблудовский, Молодой человек — Г. Штиль. Премьера состоялась 23 апреля
- 1976 — «Фантазии Фарятьева» А. Соколовой. Режиссёр-постановщик С. Ю. Юрский. . Художник Э. С. Кочергин. Роли исполняли: Фарятьев — С. Юрский, Александра — Н. Тенякова, Люба — С. Крючкова, тётя Фарятьева — З. Шарко. Премьера состоялась 14 мая
- 1976 — «Дом на песке» Р. Ибрагимбекова. Постановка Ю. Е. Аксенова. Художник И. Г. Сумбаташвили; композитор С. Е. Розенцвейг; танец поставлен С. П. Кузнецовым. Премьера состоялась 3 июня
- 1976 — «Молодая хозяйка Нискавуори» X. Вуолийоки. Постановка Ж. Витикка (главного режиссёра Национального театра Финляндии). Художник Э. С. Кочергин. Премьера состоялась 14 декабря

### 1977—1983
- 1977 — «Влияние гамма-лучей на бледно-желтые ноготки» П. Зиндела. Постановка Г. А. Товстоногова. Художник Э. С. Кочергин; режиссёр Д. Л. Либуркин. Музыка С. Е. Розенцвейга. Премьера состоялась 6 февраля; Малая сцена
- 1977 — «Тихий Дон» по М. Шолохову. Постановка Г. А. Товстоногова. Художник Э. С. Кочергин; режиссёр Ю. Е. Аксенов; композитор С. М. Слонимский. Роли исполняли: Пантелей Прокофьевич — Н. Тофимов, Григорий — О. И. Борисов, Пётр — К. Ю. Лавров, Астахов — А. Пустохин, генерал Фицхелауров — В. Стржельчик. Премьера состоялась 2 июня
- 1977 — «Последний срок» B. Распутина. Постановка Е. А. Лебедева. Художник A. M. Янокопулос; режиссёр Б. Н. Сапегин; музыкальное оформление С. Е. Розенцвейга. Премьера состоялась 30 декабря
- 1978 — «Пиквикский клуб» по роману Ч. Диккенса. Постановка Г. А. Товстоногова. Художник Э. С. Кочергин; композитор С. Е. Розенцвейг; режиссёр Е. М. Арье; режиссёр-ассистент Л. П. Шувалова. Роли исполняли: Пиквик — Н. Тофимов, Сэм Уэллер — Ю. Демич, Джингль — О. Басилашвили. Премьера состоялась 14-19 апреля
- 1978 — «Жестокие игры» А. Арбузова. Постановка Ю. Е. Аксенова, руководитель постановки Г. А. Товстоногов; художник А. В. Орлов; музыка песен С. Е. Розенцвейга и Ю. А. Смирнова на стихи И. И. Шкляревского. Премьера состоялась 19 июля
- 1978 — «Эмигрант из Брисбена» Ж. Шехаде. Постановка А. Г. Товстоногова. Художник Э. С. Кочергин; художник по костюмам О. С. Саваренская; режиссёр Б. Н. Сапегин; композитор Б. И. Тищенко. Премьера состоялась 9 декабря
- 1978 — «Телевизионные помехи» К. Сакони. Постановка Е. М. Арье, руководитель постановки Г. А. Товстоногов. Художник Д. А. Крымов; художник по костюмам А. М. Хурош (ВНР). Премьера состоялась 30 декабря; Малая сцена
- 1979 — «Мы, нижеподписавшиеся» А. Гельмана. Постановка Г. А. Товстоногова. Художник Э. С. Кочергин; музыкальное оформление С. Е. Розенцвейга. Премьера состоялась 28 апреля
- 1979 — «Наш городок» Т. Уайлдера. Постановка Э. Аксера. Художник Э. Старовейская; музыкальное оформление Е. Сатановского; режиссёр-ассистент Л. П. Шувалова. Премьера состоялась 30 мая
- 1980 — «Волки и овцы» A. Островского. Постановка Г. А. Товстоногова. Художник Э. С. Кочергин; художник по костюмам И. В. Габай; музыкальное оформление С. Е. Розенцвейга; режиссёр-ассистент В. Б. Шабалина; балетмейстер С. П. Кузнецов. Роли исполняли: Лыняев — О. Басилашвили, Глафира — Е. Попова, Купавина — С. Крючкова, Буркутов — В. Стржельчик, Мурзавецкая — Э. Попова, Аполлон — Г. Богачёв. Премьера состоялась 11 марта[4]
- 1981 — «Оптимистическая трагедия» B. Вишневского. Постановка Г. А. Товстоногова. Художник Э. С. Кочергин; режиссёр Ю. Е. Аксенов; композитор С. Е. Розенцвейг. Роли исполняли: Комиссар — Л. Малеванная, Вожак — Е. Лебедев, Алексей — А. Толубеев, Сиплый — О. Борисов. Премьера состоялась 17 февраля[5]
- 1981 — «Кроткая» по Ф. М. Достоевскому. Инсценировка и постановка Л. А. Додина. Художник Э. С. Кочергин; художник по костюмам И. В. Габай. Роли исполняли: Он — О. Борисов, Она — Н.Акимова, Лукерья — О. Волкова, Ефимович — В. Гвоздицкий, А. Романцов. Премьера состоялась 30 марта, Малая сцена
- 1982 — «Дядя Ваня» А. Чехова. Постановка Г. А. Товстоногова. Художник Э. С. Кочергин. Роли исполняли: Серебряков — Е. Лебедев, Елена Андреевна — Л. Малеванная, Н. Данилова, Соня — Т. Шестакова, Т. Бедова, Войницкая — М. Призван-Соколова, Войницкий — О. Басилашвили, Астров — К. Лавров, Телегин — Н. Трофимов, Марина — З. Шарко. Премьера состоялась 21 апреля
- 1982 — «Амадеус» П. Шеффера. Постановка Г. А. Товстоногова и Ю. Е. Аксёнова. Художник Э. С. Кочергин. Роли исполняли: Сальери — В. Стржельчик, Моцарт — Ю. Демич. Первое представление состоялось 3 августа, официальная премьера — 11 января 1983 года
- 1982 — «Островитянин» А. Яковлева. Постановка Г. С. Егорова. Художник О. И. Земцова; балетмейстер B. C. Катаев; музыкальное оформление С. Е. Розенцвейга. Роли исполняли: Эдик — В. Ерёмин, Володя Сущев — Г. Богачёв, Марина — Н. Данилова, Мария Павловна — Л. Макарова, Тамара — Е. Немченко. Премьера состоялась 7 декабря
- 1982 — «Мачеха Саманишвили» Д. Клдиашвили. Постановка Г. А. Товстоногова. Художник И. Г. Сумбаташвили; музыка Г. А. Канчели; хореография Ю. А. Зарецкого; режиссёр В. Б. Шабалина; музыкальный руководитель С. Е. Розенцвейг. Премьера состоялась 30 декабря
- 1983 — «Кафедра» В. Врублевской. Постановка М. Ю. Резниковича. Художник В. Н. Козьменко-Делинде; ассистент режиссёра Л. П. Шувалова. Премьера состоялась 24 марта
- 1983 — «Сестры» («Сад без земли») Л. Разумовской. Постановка Г. С. Егорова. Художник О. И. Земцова; музыкальное оформление С. Е. Розенцвейга. Роли исполняли: Ольга — С. Крючкова, Л. Малеванная, Аня — Т. Бедова, Старик — В. Кузнецов, Марк — М. Волков, Куликов — В. Медведев, Старуха — М. Призван-Соколова. Премьера состоялась 25 декабря. Малая сцена
- 1983 — «Смерть Тарелкина» А. Колкера (опера-фарс по мотивам комедии А. Сухово-Кобылина, либретто В. Вербина). Постановка Г. А. Товстоногова. Художники Э. С. Кочергин и О. И. Земцова; музыкальные руководители А. Н. Колкер и С. Е. Розенцвейг; балетмейстер И. Л. Гафт; режиссёр В. Г. Милков. Роли исполняли: Тарелкин — В. Ивченко, Варравин — В. Медведев, М. Волков, Расплюев — Н. Трофимов, Качала — Ю. Мироненко, Ю. Стоянов, Шатала — В. Матвеев, Брандахлыстова — В. Ковель, «дочурки» — Т. Лебедева, Т. Коновалова, Е. Алексеева, Маврушка — О. Волкова, И. Комарова, Дворник — Л. Неведомский, Просвещенная личность — Г. Богачев, И. Заблудовский, чиновники — С. Лосев, В. Караваев, А. Коптев, М. Морозов, В. Козлов, Ю. Мироненко, Е. Соляков, Ю. Стоянов, Ю. Томошевский, Е. Чудаков. Премьера состоялась 30 декабря

### 1984—1989
- 1984 — «Киноповесть с одним антрактом» («Блондинка») А. Володина. Постановка Г. А. Товстоногова. Художник Э. С. Кочергин; композитор B. C. Дашкевич; режиссёр В. Б. Шабалина. В главной роли — А. Фрейндлих. Премьера состоялась 26 марта
- 1984 — «Порог» А. Дударева. Постановка Г. С. Егорова. Художник О. И. Земцова. Роли исполняли: Андрей Буслай — В. Ивченко, Мать — Э. Попова, З. Шарко, Отец — Л.Неведомский, Алина — Т.Лебедева, Драгун — В. Ерёмин, Николай — Ю.Мироненко, Нина — Е.Немченко, Гришутка — Максим Соколов, Шаргаев — Г. Богачёв, Милиционер — В. Караваев, Красовский — А. Пустохин. Премьера состоялась 12 мая
- 1984 — «Скорбящие родственники» Б. Нушича. Постановка С. Жигона. Художник В. Маренич (СФРЮ); режиссёр Б. Н. Сапегин. Первое представление состоялось 10 июля; официальная премьера — 10 октября
- 1985 — «На всякого мудреца довольно простоты» А. Островского. Постановка Г. А. Товстоногова. Художник Э. С. Кочергин; композитор И. И. Шварц; режиссёр В. Н. Сапегин, художник по костюмам И. В. Габай. Роли исполняли: Глумов — В. Ивченко, Глумова — О. Волкова, Мамаев — О. Басилашвили, Мамаева — Л. Макарова, Крутицкий — Е. Лебедев, Городулин — В. Стржельчик, Турусина — Э. Попова, Манефа — В. Ковель, Курчаев — М. Морозов, Голутвин — Н. Трофимов. Премьера состоялась 12 февраля
- 1985 — «Модели сезона» Г. Рябкина. Постановка Г. Г. Руденко. Художник В. П. Викторов; хомпозитор В. М. Лебедев; балетмейстер B. C. Катаев Премьера состоялась 3 марта. Малая сцена
- 1985 — «Рядовые» А. Дударева. Постановка Г. А. Товстоногова. Художник Э. С. Кочергин; композитор С. Е. Розенцвейг; режиссёр Г. Г. Руденко. Премьера состоялась 26 апреля
- 1985 — «Две простые истории» B. Крымко. Постановка Л. И. Малеванной. Художник А. Л. Дубровин; музыкальное оформление С. Е. Розенцвейга. Премьера состоялась 22 сентября
- 1985 — «Этот пылкий влюбленный» Н. Саймона. Постановка Г. А. Товстоногова. Художник О. И. Земцова; режиссёр Л. П. Шувалова. Роли исполняли: Барни Кэшмен — В. Стржельчик, Элейн Наваццо, Бобби Митчел, Дженет Фишер — А. Фрейндлих. Премьера состоялась 28 сентября
- 1986 — «Последний посетитель» В. Дозорцева. Постановка и оформление Г. А. Товстоногова. Режиссёр Б. Н. Сапегин. В ролях — А. Толубеев и К. Лавров. Премьера состоялась 29 января
- 1986 — «Иван» А. Кудрявцева. Постановка Г. А. Товстоногова. Художник Э. С. Кочергин; композитор А. П. Петров; режиссёр В. Б. Шабалина. В роли Ивана — Е. Лебедев. Премьера состоялась 1 июня
- 1986 — «Барменша из дискотеки» Ю. Андреева, инсценировка В. и Ф. Фильштинского. Постановка В. М. Фильштинского. Художник А. К. Фрейберг; композитор Р. С. Гринблат; текст песен Ю. Кима. Руководитель постановки Г. А. Товстоногов. Премьера состоялась 6 октября. Малая сцена
- 1986 — «Театр времен Нерона и Сенеки» Э. Радзинского. Постановка Г. А. Товстоногова. Режиссёр В. А. Малыщицкий; художник О. И. Земцова; композитор Ю. А. Симакин; балетмейстер Э. А. Смирнов. Роли исполняли: Нерон — А. Толубеев, Сенека — А. Романцов, М. Данилов. Премьера на Малой сцене состоялась 31 декабря, на Большой сцене — 5 февраля 1987 года
- 1987 — «Жанна» А. Галина. Режиссёр Г. С. Май (стажёр); художник В. И. Фирер (стажёр). Премьера состоялась 12 июня. Малая сцена
- 1987 — «Я построил дом» B. Павлова. Постановка С. И. Яшина. Художник Е. Ф. Качелаева; музыка Б. Мокроусова и Ю. Прялкина. Премьера состоялась 11 июля
- 1987 — «На дне» М. Горький. Постановка Г. А. Товстоногова. Художник Э. С. Кочергин; режиссёр В. Б. Шабалина; музыкальное оформление С. Е. Розенцвейга. Роли исполняли: Сатин — В. Ивченко, Актёр — В. Стржельчик, Квашня — Э. Попова. Премьера состоялась 12 октября
- 1988 — «Стеклянный зверинец» Т. Уильямса. Постановка Н. Джексона (США). Художник Э. С. Кочергин. Роли исполняли: Аманда Уингфилд — А. Фрейндлих, Лора Уингфилд — Е. Попова, Том Уингфилд — А. Толубеев, Джим О’Коннор — Г. Богачёв. Премьера состоялась 19 апреля
- 1989 — «Визит старой дамы» Ф. Дюрренматта. Постановка В. Е. Воробьева. Художник Э. С. Кочергин; музыка К. Орфа, Р. Вагнера, И. С. Баха, Б. Бриттена. Сценическое движение В. Е. Воробьева, О. М. Тимуршина, Л. Н. Бахарева; художник по костюмам И. В. Габай. Премьера состоялась 28 мая

## БДТ после Товстоногова

### 1989—2000
- 1994 — «Макбет» Вильяма Шекспира. Постановка Темура Чхеидзе; художник Г. В. Алекси-Месхишвили. Премьера состоялась 15 июня.
- 2000 — «Загадочные вариации» Эрика-Эммануэля Шмитта. Постановка Алексея Серова; художник Э. Б. Капелюш. Роли исполняли: Абель Знорко — А. Ю. Толубеев, Эрик Ларсен — В. А. Дегтярь. Премьера состоялась 7 ноября

### 2001—2010
- 2001 — «Таланты и поклонники» А. Н. Островского; режиссёр Н. Н. Пинигин
- 2002 — «Дом, где разбиваются сердца» Бернарда Шоу; режиссёр Т. Н. Чхеидзе
- 2004 — «Копенгаген» Майкла Фрейна; режиссёр Т. Н. Чхеидзе
- 2005 — «Квартет» Рональда Харвуда; режиссёр Н. Н. Пинигин
- 2005 — «Мария Стюарт» Фридриха Шиллера; режиссёр Т. Н. Чхеидзе
- 2006 — «Чёрная комедия» Питера Шеффера; режиссёр А. Н. Максимов
- 2006 — «Власть тьмы» Льва Толстого; режиссёр Т. Н. Чхеидзе
- 2006 — «Васса Железнова» Максима Горького; режиссёр С. И. Яшина
- 2007 — «Блажь!» П. М. Невежина, А. Н. Островского; режиссёр Г. Р. Тростянецкий
- 2007 — «Ночь перед Рождеством» Н. В. Гоголя; режиссёр Н. Н. Пинигин
- 2008 — «Дядюшкин сон» Ф. М. Достоевского; режиссёр Т. Н. Чхеидзе
- 2009 — «Дон Карлос, инфант испанский» Ф. Шиллера; режиссёр Т. Н. Чхеидзе
- 2009 — «Месяц в деревне» И. С. Тургенева; режиссёр А. А. Праудина
- 2010 — «Школа налогоплательщиков» Л. Вернейля, Ж. Берра; режиссёр Н. Н. Пинигин
- 2010 — «Королева красоты» Мартина Макдонаха; режиссёр Е. В. Чернышов
- 2010 — «Мерси» И. Д. Шприца; режиссёр В. А. Золотарь
- 2010 — «Лето одного года» Эрнеста Томпсона; режиссёр А. М. Прикотенко

### 2011—2020
- 2011 — «Дом Бернарды Альбы» Гарсиа Лорка; режиссёр Т. Н. Чхеидзе
- 2011 — «Пешком» Славомира Мрожека; режиссёр Анджей Бубень
- 2011 — «Время Женщин» Е. С. Чижовой; режиссёр Г. Р. Тростянецкого
- 2015 — «Игрок» Ф. М. Достоевского, режиссёр Роман Мархолиа
- 2019 — «Жизнь впереди» Э. Ажара, режиссёр Роман Мархолиа
- 2019 — «Волнение» Ивана Вырыпаева; режиссёр И. А. Вырыпаев
- 2022 — «Привидения» Г. Ибсена, режиссёр Роман Мархолиа